# トヨタ・FT-HS

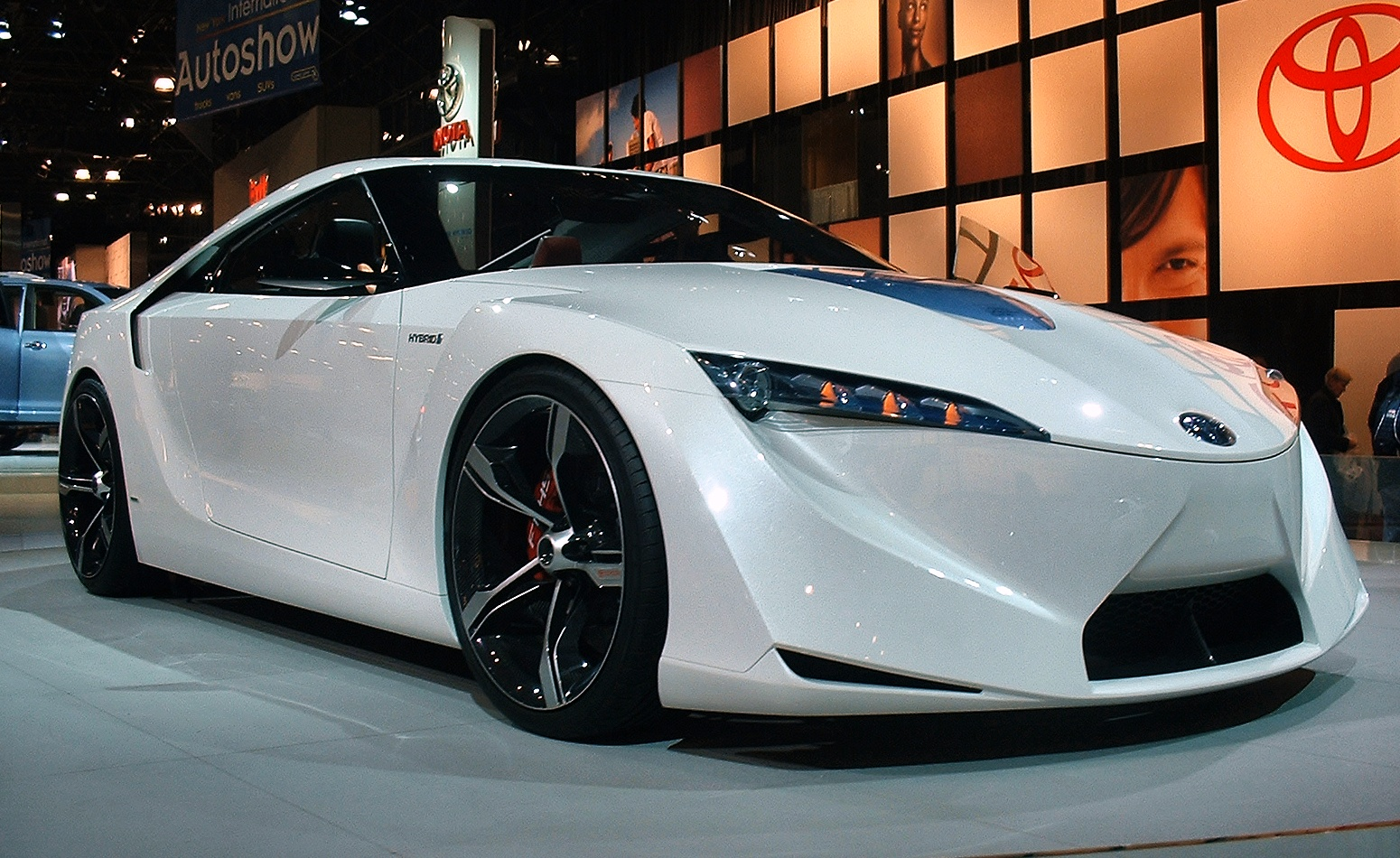
FT-HS

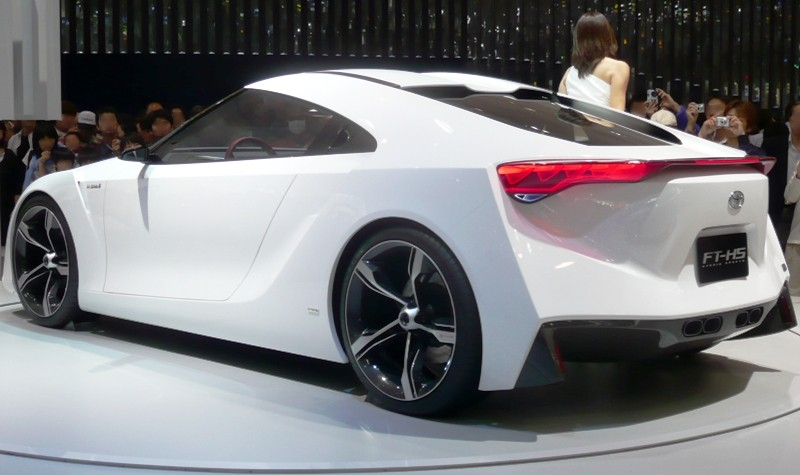
FT-HS（リア）

FT-HSは、トヨタ自動車のハイブリッドスポーツタイプのコンセプトカーである。

## 概要
レクサス・GS450hにも搭載されている2GR-FSE型 3.5L V6エンジンとハイブリッドシステムの組み合わせを採用している。ボディは全長4325mm、全幅1860mm、全高1290mmと比較的コンパクトである。デザインは北米のCALTYデザインスタジオが担当。
システム出力は400馬力、0-100km/h加速は4.8秒。10・15モード燃費でリッター当たり約15キロ走行可能。タイヤサイズはフロント245/35R21、リヤ285/30R21。ホイールはカーボンファイバー製を採用している。ボディ形状は2＋2のコンバーチブルクーペ。ただしコンバーチブルといってもルーフ部分がラゲッジスペースに収納されるだけで、ピラーは残る。

## 歴史
- 2007年1月、北米国際オートショーに出品。
- 2007年10月、第40回東京モーターショーに出品。

## 車名の由来
- Future Toyota Hybrid Sportsの頭文字から[1]。